# Jakarta BNI 46
Jakarta BNI 46 är en volleybollklubb från Jakarta, Indonesien, grundad 2002. Klubben ägs av Bank Mandiri, en bank ägd av den indonesiska staten. Klubben har lag både på dam- och herrsidan. De spelar bägge i Proliga (dam & herr) och har blivit nationella mästare flera gånger (herrlaget fem gånger, damlaget två gånger). Herrlaget har som bäst kommit trea i Asian Men's Club Volleyball Championship.